# William Calley
William Laws Calley, Jr. (8 tháng 6 năm 1943 – 28 tháng 4 năm 2024) là một cựu sĩ quan Lục quân Mỹ, người bị buộc tội có kế hoạch tàn sát và giết hại 504 người dân thường Việt Nam trong cuộc thảm sát Mỹ Lai vào ngày 16 tháng 3 năm 1968, khi chỉ huy một nhóm quân nhân Mỹ (đại đội Charlie thuộc lữ đoàn bộ binh 11) nhận nhiệm vụ chiếm đóng làng Sơn Mỹ và tìm du kích Quân Giải phóng.

## Thông tin cá nhân
Calley tốt nghiệp từ trường trung học ở Miami, sau đó học tại trường đại học Palm Beach Community khoảng một năm từ 1963 đến 1964, nhưng bị rời khỏi trường do kết quả học yếu, gồm 2 điểm C, một điểm D và bốn điểm F. Sau đó Calley làm nhiều nghề như bán hàng, rửa bát, bảo hiểm, người bán vé.. Calley gia nhập quân đội vào 26 tháng 7 năm 1966, đúng vào thời điểm căng thẳng của chiến tranh Việt Nam.
Calley phải trải quan một đợt huấn luyện cơ bản ở Fort Benning, Georgia. Calley nộp đơn và được chấp nhận vào Trường tuyển sĩ quan (OCS) năm 1967, sau đó tốt nghiệp từ OCS lớp No. 51 khóa 1967, và được bổ nhiệm quân hàm trung uý.
Calley được bổ nhiệm vào đại đội Charliey, tiểu đoàn số 1, trung đoàn bộ binh 20, lữ đoàn bộ binh 11, và bắt đầu huấn luyện tại doanh trại Schofield ở Hawaii trước khi lữ đoàn được triển khai đến miền Nam Việt Nam. Ở Việt Nam, lữ đoàn này trở thành một bộ phận của Sư đoàn Mỹ. Ở cương vị một chỉ huy chiến đấu, Calley gần như không được để ý nhiều lắm. Bản báo cáo về vụ Thảm sát Mỹ Lai lần đầu trước công chúng khi đó chỉ mô tả về Calley là một sự "bình thường". Sau đó, một cuộc điều tra được tiến hành, nhiều sự việc bị che đậy trong cuộc thảm sát được phanh phui. Một vài thành viên trong trung đội nói với các điều tra viên rằng anh ta thiếu những kiến thức chung và thậm chí không thể đọc được bản đồ hay la bàn một cách chính xác..

## Phiên tòa và kết quả
Calley bị buộc tội vào 5 tháng 9 năm 1969, với tội danh được ghi rõ, có kế hoạch tàn sát và giết hại 109 người dân thường Việt Nam ở làng Mỹ Lai. Cũng trong văn kiện về vụ việc này, 500 người trong làng, hầu hết là phụ nữ, trẻ em, vị thành niên và người già, bị tập trung lại và bị bắn chết bởi các binh lính của đại đội Charlie. Calley bị tuyên án chung thân, nhưng thực chất chỉ phải ngồi tù ba năm sau khi được tổng thống Mỹ Nixon ân xá.